# Stary cmentarz żydowski w Sandomierzu
Stary cmentarz żydowski w Sandomierzu – kirkut powstały w średniowieczu. Od kiedy funkcjonowała w Sandomierzu gmina żydowska istniał osobny cmentarz dla izraelitów popularnie nazywany kirkutem. Znajdował się on na Przedmieściu Opatowskim, mniej więcej w rozwidleniu dzisiejszych ulic ul. Podwale Dolne i ul. Tatarska. Był zdewastowany podczas potopu szwedzkiego. Po 1830, a przed 1846 został zamknięty. Przed I wojną światową znajdowało się na nim zaledwie kilkadziesiąt uszkodzonych nagrobków. Istniejące macewy i ich fragmenty podczas okupacji hitlerowskiej zostały usunięte z terenu cmentarza. Na przełomie lat pięćdziesiątych i sześćdziesiątych XX w. na jego terenie powstało osiedle domów jednorodzinnych i wytyczono ulicę Tatarską. Ponieważ najstarsze zachowane macewy na nowym cmentarzu żydowskim w Sandomierzu pochodzą dopiero z 1846 w związku z tym przypuszczać można, że ze starego kirkutu nie zachowały się żadne.